# Guttermouth
Guttermouth is een punkband uit Huntington Beach, Californië, Verenigde Staten. De band werd gevormd toen zanger Marc Adkins uit zijn band Republic stapte en bij Derek Davis' band Critical Noise ging spelen. Ze veranderden hun naam en na een paar bezettingswisselingen tekenden ze bij Nitro Records, het label van The Offspring-zanger Dexter Holland. In 2000 gingen ze naar Epitaph Records, waar ze drie albums uitbrachten, en in 2006 stapten ze over naar het label Volcom Entertainment.
Guttermouth staat bekend om zijn agressieve, boze teksten en gedrag. Toch zijn de teksten humoristisch bedoeld.

## Discografie

### Studioalbums
| Jaar | Titel             | Label               | Overige informatie                                                                             |
| ---- | ----------------- | ------------------- | ---------------------------------------------------------------------------------------------- |
| 1991 | Full Length LP    | Dr. Strange Records | Eerste album. Uitgebracht als lp. Cd uitgebracht in 1992 met nummers van de 7"s Puke en Balls. |
| 1994 | Friendly People   | Nitro               |                                                                                                |
| 1995 | Teri Yakimoto     | Nitro               |                                                                                                |
| 1997 | Musical Monkey    | Nitro               |                                                                                                |
| 1999 | Gorgeous          | Nitro               |                                                                                                |
| 2001 | Covered with Ants | Epitaph             |                                                                                                |
| 2002 | Gusto             | Epitaph             |                                                                                                |
| 2004 | Eat Your Face     | Epitaph/Volcom      |                                                                                                |
| 2006 | Shave the Planet  | Volcom              |                                                                                                |

### Livealbums
| Jaar | Titel                      | Label   | Overige informatie                                                         |
| ---- | -------------------------- | ------- | -------------------------------------------------------------------------- |
| 1998 | Live from the Pharmacy     | Nitro   | Opname van een liveoptreden in 1994, plus 4 opnieuw opgenomen studiotracks |
| 2003 | Live at the House of Blues | Kung Fu | Inclusief dvd en live-cd.                                                  |

### Compilatiealbums
| Jaar | Titel                                      | Label | Overige informatie                                             |
| ---- | ------------------------------------------ | ----- | -------------------------------------------------------------- |
| 1996 | The Album Formerly Known as Full Length LP | Nitro | Opnieuw uitgebrachte cd van het eerste album met andere cover. |

### Ep's
| Jaar | Titel                      | Label                | Overige informatie                              |
| ---- | -------------------------- | -------------------- | ----------------------------------------------- |
| 1991 | Puke                       | Dr. Strange          |                                                 |
| 1991 | Balls                      | Dr. Strange          |                                                 |
| 1993 | Veggiecide                 | Custodial            | Split 7" met Nonsense.                          |
| 1993 | P.C.                       | Signal Sound Systems | Split 7" met BHR.                               |
| 1993 | 11oz.                      | Hopeless             | Hopeless Records’ eerste muziekuitgave.         |
| 2000 | The Chicken & Champagne EP | Shock                | Split-cd met de Australische band Mach Pelican. |